# Bullacris membracioides
Bullacris membracioides is een rechtvleugelig insect uit de familie Pneumoridae. De wetenschappelijke naam van deze soort is voor het eerst geldig gepubliceerd in 1870 door Walker.
1. ↑  (en) Bullacris membracioides op de IUCN Red List of Threatened Species.